# Уден, Реми
Реми Уден (фр. Rémi Oudin; 18 ноября 1996, Шалон-ан-Шампань, Франция) — французский футболист, центральный полузащитник итальянского клуба «Лечче».

## Ранние годы
Уден начинал заниматься футболом в родном городе Шалон-ан-Шампань, а в возрасте десяти лет перешёл в команду «Саргемин» из того же департамента Марна. Там он был замечен представителями «Меца» и в 2011 году присоединился к этому клубу. Когда Реми исполнилось пятнадцать лет, его отец переехал в Реймс и взял сына с собой. Без просмотра Уден был принят в молодёжную команду клуба «Реймс». В первый год выступлений за клубную команду юношей до 19 лет он едва не был забракован, поскольку при хороших физических данных и технических навыках не мог продемонстрировать никаких результатов в игре. Но на второй год Реми улучшил свою игру и в 2015 году помог «Реймсу» выиграть чемпионат Франции среди команд до 19 лет.

## Клубная карьера
В сезоне 2015/16 Уден успешно отыграл за вторую команду «Реймса», забив 19 голов в 24 матчах. На следующий сезон тренер Мишель Тер-Закарян перевёл его в первую команду, выступавшую в Лиге 2. Дебют Реми в Лиге 2 состоялся 9 августа 2016 года в матче с «Валансьеном». Через три дня он забил первый гол за «Реймс» в матче за Кубок Сантьяго Бернабеу с мадридским «Реалом». В сезоне 2017/18 Уден помог «Реймсу» выиграть Лигу 2, после чего заключил с клубом новый трёхлетний контракт.
Сезон 2018/19 стал первым для Удена в Лиге 1 и лучшим в его недолгой профессиональной карьере. Тренер Давид Гийон сделал на Рене ставку как на безусловного игрока основного состава. В итоге Уден провёл 37 матчей в чемпионате Франции и забил в них 10 голов. После окончания сезона 22-летним игроком заинтересовались «Бордо», «Лилль», «Ницца», «Сент-Этьен», «Лион», «Марсель», итальянский «Лацио», испанские «Бетис» и «Севилья», а также неназванные английские клубы.

## Статистика
| Выступление      | Выступление      | Выступление      | Лига | Лига | Кубок | Кубок | Кубок лиги | Кубок лиги | Континент | Континент | Итого | Итого |
| Клуб             | Лига             | Сезон            | Игры | Голы | Игры  | Голы  | Игры       | Голы       | Игры      | Голы      | Игры  | Голы  |
| ---------------- | ---------------- | ---------------- | ---- | ---- | ----- | ----- | ---------- | ---------- | --------- | --------- | ----- | ----- |
| Реймс II         | V                | 2015/2016        | 24   | 19   | —     | —     | —          | —          | —         | —         | 24    | 19    |
| Реймс II         | IV               | 2016/2017        | 9    | 7    | —     | —     | —          | —          | —         | —         | 9     | 7     |
| Реймс II         | IV               | 2017/2018        | 4    | 4    | —     | —     | —          | —          | —         | —         | 4     | 4     |
| Реймс II         | Итого            | Итого            | 37   | 30   | 0     | 0     | 0          | 0          | 0         | 0         | 37    | 30    |
| Реймс            | II               | 2016/2017        | 24   | 4    | 2     | 1     | 1          | 0          | —         | —         | 27    | 5     |
| Реймс            | II               | 2017/2018        | 24   | 7    | 2     | 1     | 1          | 0          | —         | —         | 27    | 8     |
| Реймс            | I                | 2018/2019        | 37   | 10   | 2     | 2     | 1          | 0          | —         | —         | 40    | 12    |
| Реймс            | I                | 2019/2020        | 1    | 0    | 0     | 0     | 0          | 0          | —         | —         | 1     | 0     |
| Реймс            | Итого            | Итого            | 86   | 21   | 6     | 4     | 3          | 0          | 0         | 0         | 95    | 25    |
| Всего за карьеру | Всего за карьеру | Всего за карьеру | 123  | 51   | 6     | 4     | 3          | 0          | 0         | 0         | 132   | 55    |